# Nationale Medizinische Ivan-Horbaczewski-Universität Ternopil
Die Nationale Medizinische Ivan-Horbaczewski-Universität Ternopil (ukrainisch Тернопільський національний медичний університет імені І. Я. Горбачевського) ist eine medizinische Hochschule in der ukrainischen Stadt Ternopil. Sie bildet Fachkräfte in Medizin, Zahnmedizin und Pharmazie aus.
Die Universität trägt gegenwärtig den Namen des ukrainischen Chemikers Ivan Horbaczewski.

## Geschichte
Vorherige Bezeichnungen:
- 1957–1992: Staatliches Medizinisches Institut  Ternopil
- 1992–1997: Staatliches Medizinisches Institut Ivan-Horbaczewski-Universität Ternopil
- 1997–2004: Staatliche Medizinische Akademie Ivan-Horbaczewski-Universität Ternopil
- 2007–2019: Staatliche Medizinische Ivan-Horbaczewski-Universität Ternopil.
- seit 2019: Nationale Medizinische Ivan-Horbaczewski-Universität Ternopil.

## Überblick
Heute bestehen an der Universität fünf Fakultäten mit 57 Lehrstühlen, an denen mehr als 640 Lehrende tätig sind. Insgesamt studieren dort etwa 6530 Studenten, darunter 1977 Studenten aus dem Ausland. Die Universitätsbibliothek hat einen Bestand von über 400.000 Büchern.

## Struktur der Universität
Fakultäten:
- medizinische Fakultät;
- pharmazeutische Fakultät;
- zahnmedizinische Fakultät;

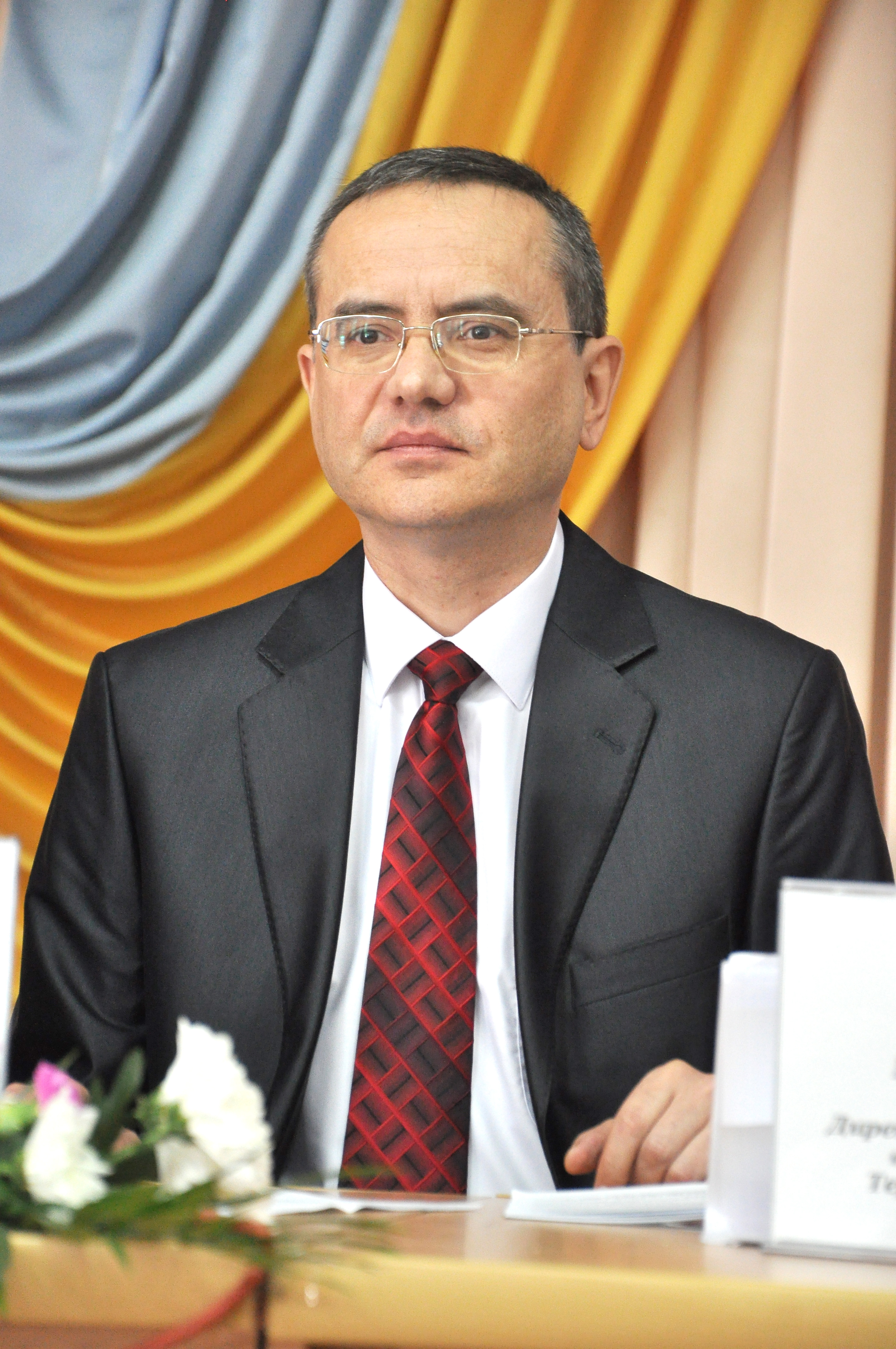
Rektor Mychajlo Korda

- Fakultät für ausländische Studenten

Pädagogische und wissenschaftliche Institute:
- Morphologie;
- medizinische und biologische Probleme;
- Pharmakologie, Hygiene und medizinische Biochemie;
- Modellierung und Analyse pathologischer Prozesse;
- Gesundheits- und Krankenpflege;
- postgraduale Ausbildung

## Internationale Aktivität
Die Universität kooperiert mit 69 ausländischen höheren medizinischen Schulen, Bildungseinrichtungen und Gesundheitseinrichtungen aus mehr als 20 Ländern. Insbesondere der Medizinischen Universität Wien, der Akkon-Hochschule für Humanwissenschaften und dem Helmholtz-Zentrum Dresden-Rossendorf.
Ein wichtiges Standbein der Universität sind ihre internationalen Studenten, für die Lehre in englischer Sprache angeboten wird. Dabei bilden Indien, Ghana, Polen, Nigeria und die USA mit rund 75 % die größte Gruppe (ca. 1400 im Wintersemester 2020/2021).

## Galerie

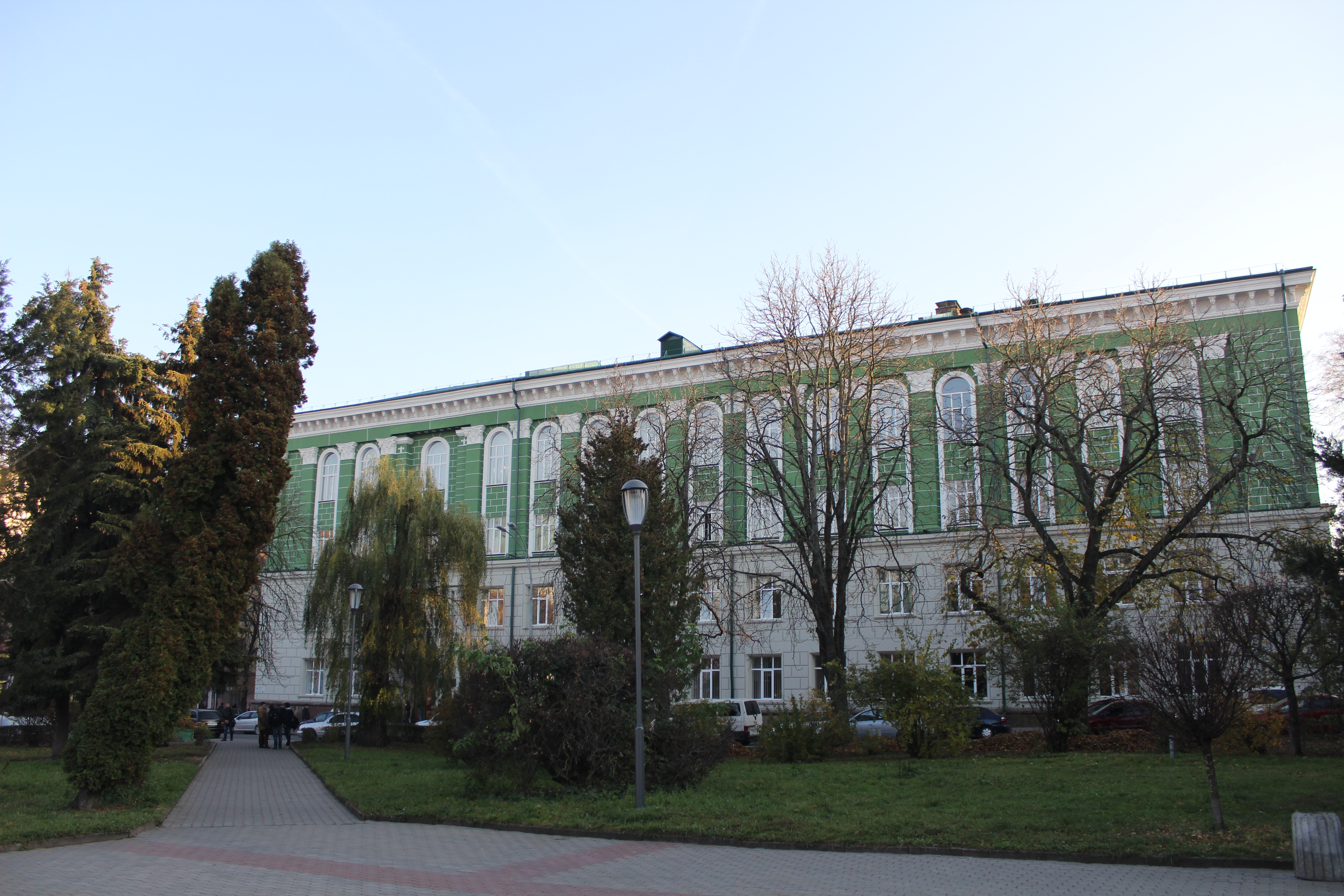
Hauptgebäude
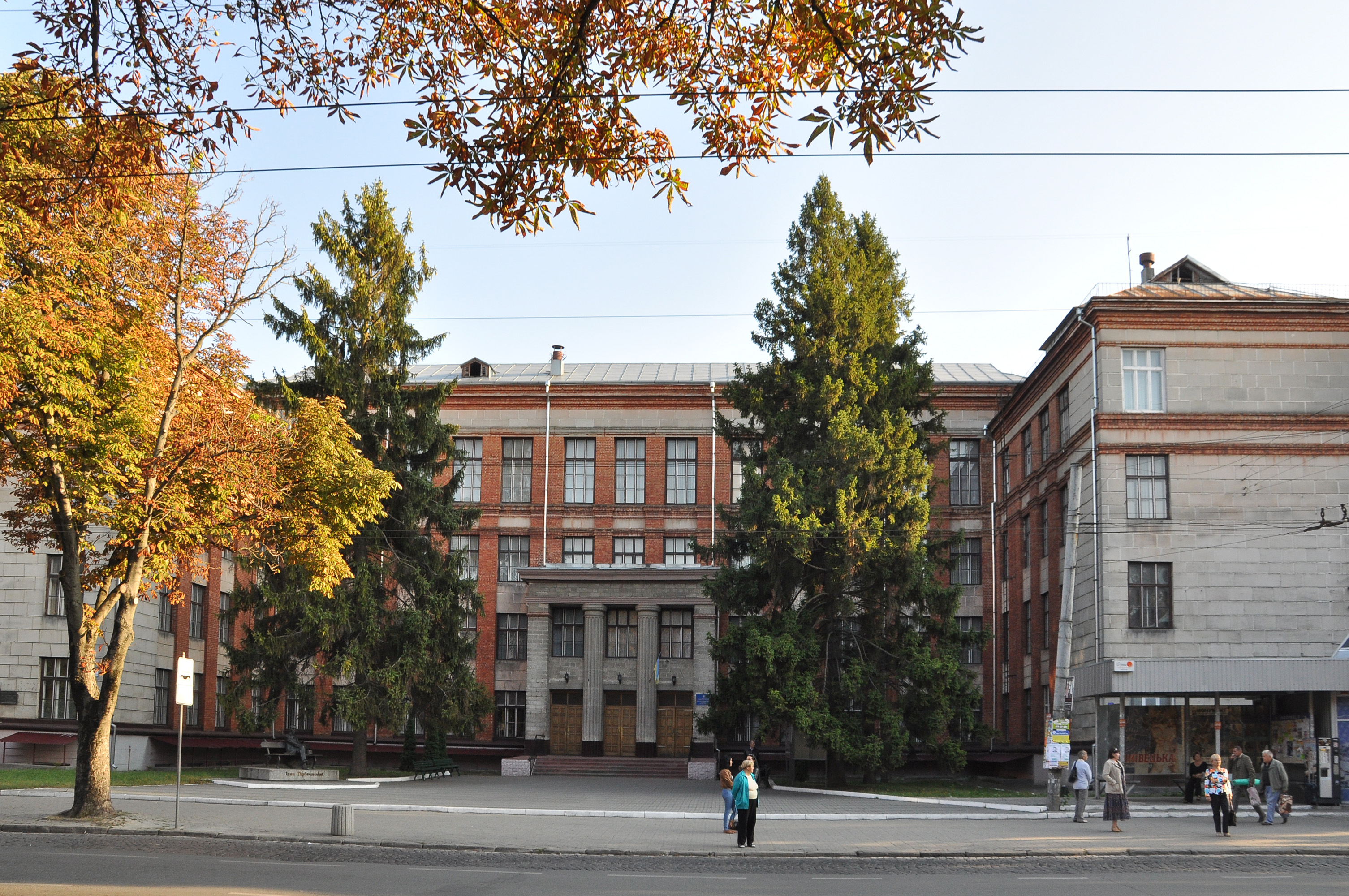
Morphologisches Institut
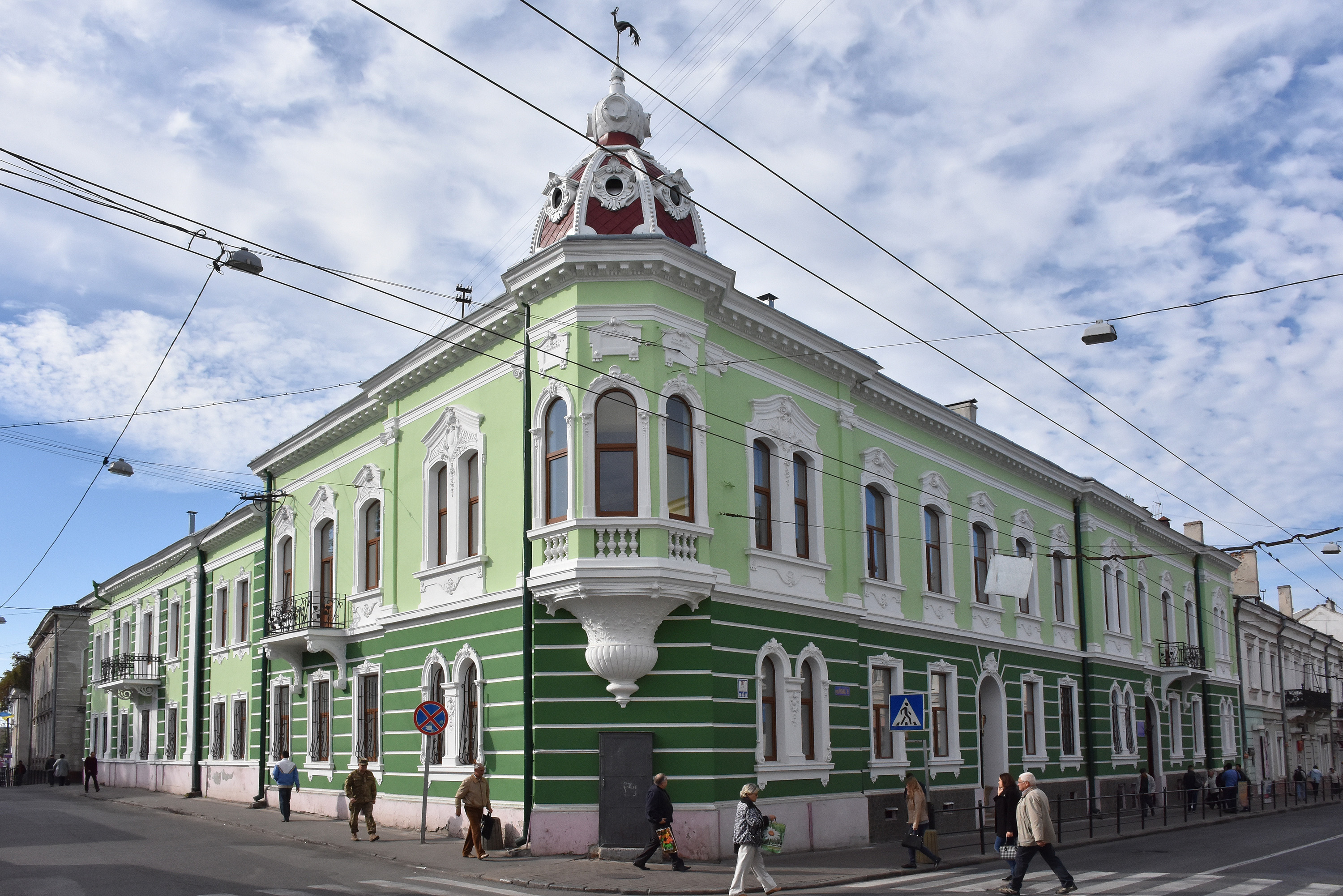
Pharmazeutische Fakultät
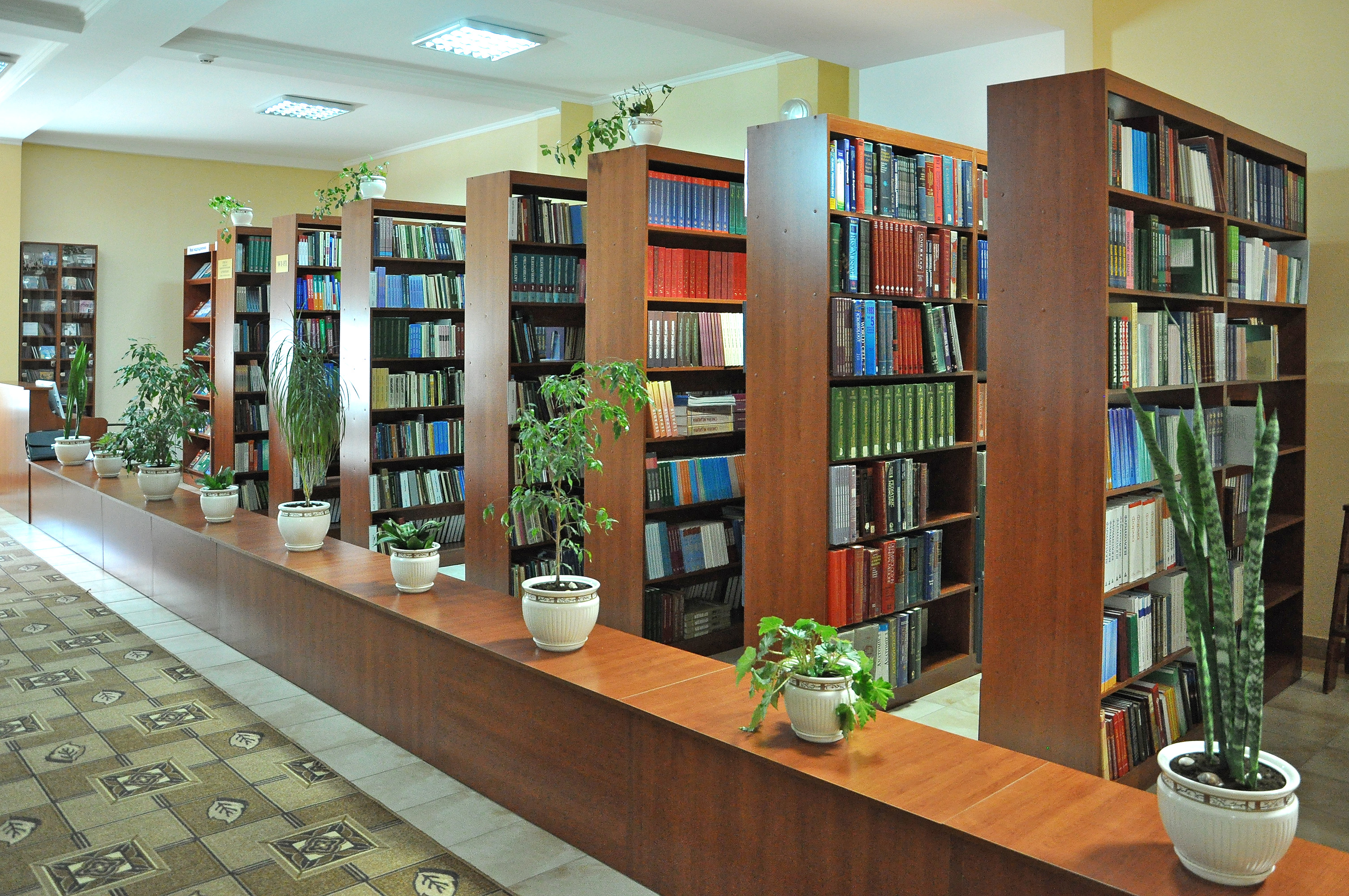
Universitätsbibliothek
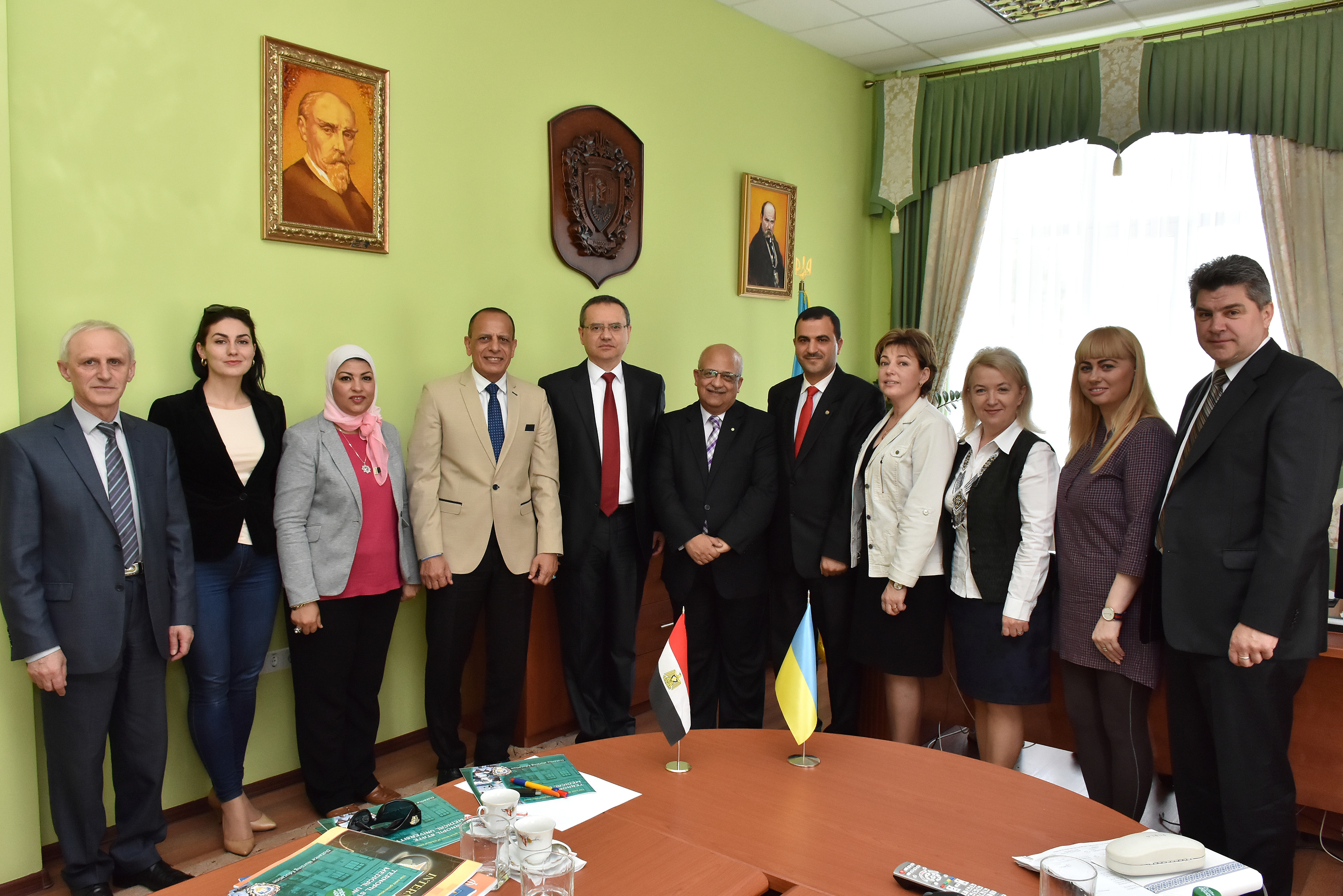